# Xenix

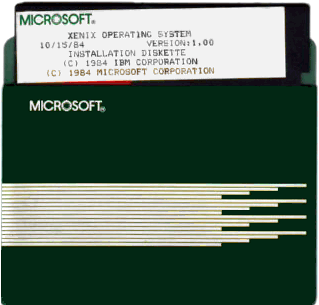
Microsoft Xenix 1.00 op een 5¼-inch floppy disk

Xenix of XENIX was een besturingssysteem dat in de jaren 80 van de 20e eeuw door Microsoft werd ontwikkeld en verkocht. Xenix was een variant van Unix, ontwikkeld onder licentie van AT&T/Western Electric. Microsoft liet het in 1989 over aan SCO, die Xenix daarna als SCO UNIX verhandelde. Gemeten naar het aantal computers was Xenix eind jaren 80 de meest gebruikte variant van Unix. Besturingssystemen werden in die tijd nog vaak op een floppy disk met een nieuwe computer meegeleverd. 
Xenix was aanvankelijk een variant van Unix versie 7, latere versies waren gebaseerd op System III en System V. Xenix draaide op een aantal verschillende platformen, waaronder de DEC PDP-11, de Apple Lisa, verschillende computers met Zilog Z8001 en Motorola 68000-processoren, maar vooral op personal computers. Microsoft gebruikte intern ook Xenix-versies voor de VAX en Sun-3. Het werd binnen Microsoft tot omstreeks 1992 gebruikt, onder andere om MS-DOS te ontwikkelen. Vroege versies van MS-DOS werden aangeprezen als Xenix compatible, met name 2.0, waarin subdirectory's werden toegevoegd.
Eindgebruikers kochten Xenix niet direct van Microsoft, maar van fabrikanten zoals Intel, Tandy, Altos en SCO, die het systeem voor hun eigen computers hadden aangepast. Xenix werd in 1989 door SCO omgedoopt in SCO UNIX. Versie 3.2.4 was de laatste versie die nog de naam Xenix droeg. AT&T voltooide tegelijkertijd System V.4, waarin System V.3, 4.3BSD, SunOS en Xenix werden samengevoegd.